# Боксхолл, Джозеф
Джозеф Гровс Боксхолл (англ. Joseph Groves Boxhall; 23 марта 1884, Кингстон-апон-Халл, Ист-Райдинг-оф-Йоркшир, Великобритания — 25 апреля 1967, там же) — четвёртый офицер лайнера «Титаник». Во время Первой мировой войны служил морским офицером.

## Биография
Джозеф Боксхолл родился 23 марта 1884 года в Халле, Ист-Райдинг-оф-Йоркшир, в семье капитана Джозефа и Мириам Боксхолл. Дед Боксхолла был моряком, дядя был членом Торгового Совета. 2 июня 1899 года в Ливерпуле он вступил на борт своего первого судна, барка, принадлежащего компании «Томас Уильям Лайн». Обучение Боксхолла морскому делу продолжалось четыре года, во время которого он много путешествовал. Затем он пошёл работать с отцом в «Томас Уильям Лайн», а после получения в сентябре 1907 года сертификата мастера Боксхолл вступил в «Уайт Стар Лайн». До перевода на «Титаник» Боксхолл служил на лайнерах «RMS Океаник» и «RMS Арабик».

## На борту «Титаника»
О переводе на «Титаник» Боксхоллу сообщили утром 26 марта 1912 года в Ливерпуле. После выхода лайнера в море в его обязанности входила помощь в навигации, составление графика дежурств и, в случае необходимости, оказание помощи пассажирам и членам экипажа.
Когда 14 апреля в 23:40 «Титаник» столкнулся с айсбергом, Боксхолл отдыхал. Услышав удар колокола, он прибыл на мостик. Капитан Смит приказал Боксхоллу провести проверку носовой части судна на наличие повреждений. Не найдя повреждений, он был перехвачен плотником, который сообщил ему, что в корабль проникает вода. Почтовый клерк подтвердил это Боксхоллу и Смиту. Позже Боксхолл определил координаты положения корабля, для передачи сигнала бедствия, и первым открыл топовые огни для привлечения судна (возможно «Калифорниэн»), расположенного неподалёку.
Боксхолл был назначен командующим шлюпкой номер 2, которую спустили с левого борта в 1:45 с 18 пассажирами, вместо 40. Он приказал грести подальше от тонущего «Титаника», опасаясь, что при погружении их затянет под воду. В 4:00 в шлюпке заметили «Карпатию». 18 апреля «Карпатия» и все спасшиеся пассажиры прибыли в Нью-Йорк на пирс 54.
В Нью-Йорке Боксхолл присутствовал на заседании Американской следственной комиссии. 2 мая ему и остальным офицерам было разрешено покинуть Америку. После возвращения в Англию он свидетельствовал на Британской следственной комиссии. Большая часть вопросов касалась предупреждений о дрейфующих льдах и спусков спасательных шлюпок.

## Последние годы жизни и смерть
После гибели «Титаника» Боксхолл некоторое время служил четвёртым офицером на «Адриатике», позже он перешёл в Королевский военно-морской флот в звании младшего лейтенанта. В 1915 году был повышен до лейтенанта. Во время Первой мировой войны служил на линкоре «HMS Commonwealth», позже на Гибралтаре командовал миноносцем.
В мае 1919 года, за два месяца до возвращения в Уайт Стар, Боксхолл женился на Марджори Бедделльс. 30 июня 1926 года был переведён на «Олимпик». После слияния «Уайт Стар Лайн» и «Кунард Лайн» назначен старшим офицером на лайнер «RMS Аквитания». В 1940 году Боксхолл ушёл в отставку. Спокойный и молчаливый, он не любил говорить об опыте с «Титаником», но в 1958 году выступил в качестве технического консультанта при экранизации книги Уолтера Лорда «A Night to Remember». В 1962 году дал интервью BBC.
Джозеф Боксхолл скончался от тромбоза сосудов головного мозга 25 апреля 1967 года, в возрасте 83 лет. Его тело кремировано, а прах развеян над Атлантическим океаном в координатах 41°46N 50°14W, которые Боксхолл рассчитал за 55 лет до того. На церемонии присутствовал один из последних выживших пассажиров, Фрэнк Голдсмит.

## В массовой культуре
- 1958 — Гибель «Титаника». В роли Боксхолла Джек Уотлинг
- 1979 — Спасите «Титаник». В роли Боксхолла Уоррен Кларк
- 1997 — Титаник. В роли Боксхолла Саймон Крейн[10].